# Discografia di Loredana
La discografia di Loredana, rapper kosovaro-svizzera, è costituita da tre album in studio, un album dal vivo, un mixtape e oltre quaranta singoli.

## Album

### Album in studio
| Anno | Titolo e dettagli | Classifiche | Classifiche | Classifiche |
| Anno | Titolo e dettagli | SWI         | AUT         | GER         |
| ---- | --- | ----------- | ----------- | ----------- |
| 2019 | King Lori - Pubblicato: 13 settembre 2019 - Etichetta: Groove Attack - Formato: CD, download digitale, streaming                | 2           | 2           | 3           |
| 2020 | Medusa - Pubblicato: 11 dicembre 2020 - Etichetta: Groove Attack - Formato: CD, download digitale, streaming                    | 19          | 17          | 15          |
| 2021 | No Rich Parents (con Mozzik) - Pubblicato: 24 settembre 2021 - Etichetta: Groove Attack - Formato: Download digitale, streaming | 5           | 8           | 29          |

### Album dal vivo
| Anno | Titolo e dettagli |
| ---- | --- |
| 2023 | Red Bull Symphonic Live - Pubblicato: 10 febbraio 2023 - Etichetta: Groove Attack - Formato: Download digitale, streaming |

## Mixtape
| Anno | Titolo e dettagli | Classifiche | Classifiche | Classifiche |
| Anno | Titolo e dettagli | SWI         | AUT         | GER         |
| ---- | --- | ----------- | ----------- | ----------- |
| 2023 | Mann im Haus - Pubblicato: 27 gennaio 2023 - Etichetta: Loredana, Groove Attack - Formato: Download digitale, streaming | 16          | 68          | 70          |

## Singoli

### Come artista principale
| Anno                                                         | Titolo                                 | Classifiche | Classifiche | Classifiche | Certificazioni                                   | Album di provenienza |
| Anno                                                         | Titolo                                 | SWI         | AUT         | GER         | Certificazioni                                   | Album di provenienza |
| ------------------------------------------------------------ | -------------------------------------- | ----------- | ----------- | ----------- | ------------------------------------------------ | -------------------- |
| 2018                                                         | Sonnenbrille                           | 13          | 8           | 12          | - SWI: Platino - AUT: Oro - GER: Oro             | /                    |
| 2018                                                         | Bonnie & Clyde (con Mozzik)            | 2           | 3           | 3           | - AUT: Platino - GER: Oro                        | /                    |
| 2018                                                         | Milliondollarsmile                     | 30          | 11          | 19          | - AUT: Oro - SWI: Platino                        | /                    |
| 2019                                                         | Romeo & Juliet (con Mozzik)            | 4           | 4           | 2           | - SWI: Oro - AUT: Oro - GER: Oro                 | /                    |
| 2019                                                         | Labyrinth                              | 17          | 10          | 10          | - SWI: Oro - AUT: Oro                            | King Lori            |
| 2019                                                         | Jetzt rufst du an                      | 4           | 3           | 2           | - SWI: Platino - AUT: Oro                        | King Lori            |
| 2019                                                         | Eiskalt (feat. Mozzik)                 | 7           | 2           | 2           | - SWI: Platino - AUT: Platino - GER: Oro         | King Lori            |
| 2019                                                         | Kein Plan (feat. Mero)                 | 4           | 2           | 1           | - SWI: Oro - AUT: Oro - GER: Oro                 | King Lori            |
| 2019                                                         | Mit dir                                | 20          | 29          | 9           |                                                  | King Lori            |
| 2020                                                         | Kein Wort (con Juju)                   | 3           | 1           | 1           | - SWI: Platino (2) - AUT: Platino - GER: Platino | /                    |
| 2020                                                         | Angst                                  | 3           | 1           | 1           | - AUT: Oro - SWI: Oro                            | /                    |
| 2020                                                         | Du bist mein (con Zuna)                | 3           | 2           | 1           | - SWI: Oro - AUT: Oro - GER: Oro                 | /                    |
| 2020                                                         | Checka (con Delara)                    | 5           | 4           | 2           | - SWI: Oro - AUT: Oro                            | Medusa               |
| 2020                                                         | Rockstar                               | 24          | 26          | 17          |                                                  | Medusa               |
| 2020                                                         | Tut mir nicht leid                     | 14          | 10          | 4           |                                                  | Medusa               |
| 2020                                                         | Gangster                               | 75          | 67          | 37          | - AUT: Oro                                       | Medusa               |
| 2020                                                         | Uh Uh (Remix) (con Stefflon Don)       | —           | —           | —           |                                                  | /                    |
| 2021                                                         | Rosenkrieg (con Mozzik)                | 2           | 5           | 1           |                                                  | No Rich Parents      |
| 2021                                                         | Oh digga (con Mozzik)                  | 27          | 44          | 27          |                                                  | No Rich Parents      |
| 2021                                                         | Nice to Meet Ya (con Wes Nelson)       | —           | —           | —           | - AUT: Platino - GER: Oro                        | /                    |
| 2021                                                         | Nese don (con Mozzik)                  | 16          | 22          | 10          |                                                  | No Rich Parents      |
| 2021                                                         | Mit mir (con Mozzik)                   | 13          | 18          | 12          |                                                  | No Rich Parents      |
| 2021                                                         | Gjuj per to (con Don Xhoni)            | 36          | —           | —           |                                                  | /                    |
| 2022                                                         | Pinky Promises                         | 82          | —           | 73          |                                                  | Mann im Haus         |
| 2022                                                         | Ballade (con Céline e Miksu / Macloud) | 75          | 51          | 26          |                                                  | /                    |
| 2022                                                         | Let's Go                               | —           | —           | 91          |                                                  | Mann im Haus         |
| 2022                                                         | Intro Mixed Feelings                   | —           | —           | —           |                                                  | Mann im Haus         |
| 2022                                                         | Blicke                                 | —           | —           | —           |                                                  | Mann im Haus         |
| 2022                                                         | Kriminele (con Yll Limani)             | 58          | —           | —           |                                                  | /                    |
| 2023                                                         | Oft vertraut                           | 71          | —           | 53          |                                                  | Mann im Haus         |
| 2023                                                         | Gallery Dept                           | —           | —           | —           |                                                  | /                    |
| 2023                                                         | On Top                                 | —           | —           | —           |                                                  | /                    |
| 2023                                                         | Verdient                               | —           | —           | —           |                                                  | /                    |
| 2024                                                         | Lovesong                               | —           | —           | —           |                                                  | /                    |
| 2024                                                         | 27                                     | —           | —           | —           |                                                  | /                    |
| 2024                                                         | Loja                                   | —           | —           | —           |                                                  | /                    |
| 2024                                                         | Na 2 (con Tayna)                       | —           | —           | —           |                                                  | /                    |
| 2025                                                         | Surprise                               | 27          | 51          | 25          |                                                  | /                    |
| 2025                                                         | 925 (Bossy) (con Ataypapi e Kardo)     | —           | —           | —           |                                                  | /                    |
| 2025                                                         | Love & Drama                           | —           | —           | —           |                                                  | /                    |
| 2025                                                         | Emotion/Outro                          | —           | —           | —           |                                                  | /                    |
| 2025                                                         | Privileg                               | —           | —           | —           |                                                  | /                    |
| "—" indica una pubblicazione non classificata in quel paese. |                                        |             |             |             |                                                  |                      |

### Come artista ospite
| Anno                                                         | Titolo                                               | Classifiche | Classifiche | Classifiche | Classifiche | Certificazioni        | Album di provenienza |
| Anno                                                         | Titolo                                               | SWI         | AUT         | GER         | PRT         | Certificazioni        | Album di provenienza |
| ------------------------------------------------------------ | ---------------------------------------------------- | ----------- | ----------- | ----------- | ----------- | --------------------- | -------------------- |
| 2018                                                         | Djadja (Remix) (Aya Nakamura feat. Loredana)         | —           | —           | 43          | 109         | - AUT: Oro - GER: Oro | /                    |
| 2020                                                         | Nicht verdient (Capital Bra feat. Loredana)          | 1           | 1           | 1           | —           | - AUT: Oro - GER: Oro | CB7                  |
| 2020                                                         | Geh dein Weg (KC Rebell e Summer Cem feat. Loredana) | 8           | 6           | 4           | —           |                       | Maximum III          |
| 2022                                                         | Heart Attack (Noizy feat. Loredana)                  | 3           | 42          | 61          | —           |                       | /                    |
| "—" indica una pubblicazione non classificata in quel paese. |                                                      |             |             |             |             |                       |                      |

## Altri brani entrati in classifica
| Anno                                                         | Titolo                                           | Classifiche | Classifiche | Classifiche | Classifiche | Certificazioni        | Album di provenienza |
| Anno                                                         | Titolo                                           | SWI         | AUT         | FRA         | GER         | Certificazioni        | Album di provenienza |
| ------------------------------------------------------------ | ------------------------------------------------ | ----------- | ----------- | ----------- | ----------- | --------------------- | -------------------- |
| 2018                                                         | On m'a tourné le dos (Jul feat. Loredana)        | —           | —           | 164         | —           |                       | La zone en personne  |
| 2019                                                         | Genick                                           | 3           | 3           | —           | 3           | - SWI: Oro - AUT: Oro | King Lori            |
| 2020                                                         | Gib mir nicht die Schuld (Dardan feat. Loredana) | 79          | —           | —           | —           |                       | Soko Disko           |
| 2020                                                         | Wenn ich will (Capital Bra feat. Loredana)       | 78          | —           | —           | —           |                       | CB7                  |
| 2020                                                         | Kein Hunger (feat. Ufo361)                       | 17          | 17          | —           | 9           |                       | Medusa               |
| 2021                                                         | Immer wenn es regnet (con Mozzik)                | 23          | 31          | —           | 19          |                       | No Rich Parents      |
| 2021                                                         | Du&Ich (con Mozzik)                              | 93          | —           | —           | —           |                       | No Rich Parents      |
| "—" indica una pubblicazione non classificata in quel paese. |                                                  |             |             |             |             |                       |                      |